# محمد سيسوكو
محمد لامين سيسوكو (بالفرنسية: Mohamed Sissoko)‏ من مواليد (22 يناير 1985 في مونت سانت أيغنان في فرنسا) هو لاعب كرة قدم مالي ويلعب حاليا في باريس سانت جيرمان الفرنسي، يلعب في مركز لاعب وسط ..

## مسيرته الكروية

### أوكسير
التحق سيسوكو بمدرسة نادي أوكسير الكروية، وشارك سيسوكو مع فرق أوكسير للشباب بمركز لاعب مهاجم لكنه لم يشارك أبدا مع الفريق الأول، ورأى مدرب فالنسيا آنذاك رافاييل بينيتز في سيسوكو موهبة في خط المنتصف فقرر شراءه من اوكسير إلى فالنسيا الأسباني عام 2003 وتحويل مركزه من مهاجم إلى لاعب وسط.

### فالنسيا
انتقل سيسوكو إلى فالنسيا في موسم 2003-2004 وشارك سيسوكو في العديد من المباريات مع فالنسيا في مركزه الجديد وكان موسما متميزا لسيسوكو وفالنسيا حيث توج الفريق الأسباني بلقبي الدوري الأسباني وكأس الاتحاد الأوروبي, وكان لسيسوكو دور فعال في هذا الموسم المميز حيث شارك في 21 مباراة في الدوري إضافة إلى تسع مباريات في أوروبا مسجلا هدفا واحدا. وبعد نهاية الموسم رحل المدرب رافاييل بينيتز إلى ليفربول الإنجليزي وقدم المدرب الإيطالي كلاوديو رانييري لتدريب فالنسيا, وأشرك رانييري بلاعبه سيسوكو كلاعبا أساسيا في العديد من مباريات الفريق الأسباني حيث شارك سيسوكو في موسمه الثاني مع فالنسيا في 26 مباراة في الدوري إضافة إلى خمسة مباريات في دوري أبطال أوروبا ليشهد هذا الموسم الظهور الأول لسيسوكو في هذه المسابقة الأوروبية الضخمة.

### ليفربول
في مطلع موسم 2005-2006, قرر مدرب ليفربول رافاييل بينيتز بشراء لاعبه السابق مع فالنسيا محمد سيسوكو بمبلغ 5.3 مليون باوند إنجليزي. وشبهه المدرب رافاييل بينيتز بلاعب وسط فرنسا باتريك فييرا وقال بأنه يملك نفس خصائص فييرا لكن بعمر أصغر. وأصبح سيسوكو محبوب الجماهير في ليفربول في موسمه الأول مع النادي حيث قدم مستويات متميزة وأصبحت الجماهير تلقبه بمومو الملك. وشارك سيسوكو في موسمه الأول مع ليفربول بـ 26 مباراة في الدوري الإنجليزي إضافة إلى 13 مشاركة في دوري أبطال أوروبا.
و بدأ موسم 2006-2007 بداية مميزة لسيسوكو حيث حقق فريقه الفوز ببطولة كأس الدرع الخيرية إضافة إلى حصول سيسوكو على لقب أفضل لاعب في المباراة. لكن مشاركة سيسوكو في هذا الموسم كانت أقل من المواسم السابقة بسبب تعرضه لإصابة في يده في مباراة كأس رابطة الأندية الإنجليزية المحترفة ضد برمنغهام سيتي. وكانت عودة سيسوكو الأولى بعد توقفه الطويل للإصابة في مباراة دوري أبطال أوروبا ضد حامل اللقب آنذاك فريق برشلونة الأسباني. واختير سيسوكو كأفضل لاعب في المباراة من قبل الاتحاد الأوروبي. لكن كثرة إصابة اللاعب وشراء لاعب الوسط الأرجنتيني خافيير ماسكيرانو قللا من فرص سيسوكو في المشاركة كلاعب أساسي مع فريقه.
و في صيف 2007 تلقى سيسوكو عروضا رسمية عدة أهمها من برشلونة ويوفنتوس, إلا أنه فضل البقاء في ليفربول حيث وقع على عقد جديد حتى 2011. وفي 25 أغسطس 2007 سجل سيسوكو أول هدف رسمي له في ليفربول في المباراة ضد نادي سندرلاند من تسديدة قوية من خارج منطقة الجزاء.
و كان هذا الهدف مميزا وتاريخيا حيث أنه الهدف الأول لسيسوكو الذي يسجله في بطولات الدوري المحلية بعد 75 ظهور له في الدوري المحلي سواء في إنجلترا أو إسبانيا، إضافة إلى أنه الهدف رقم 7000 في تاريخ نادي ليفربول. وفي الموسم الذي تلاه بقي سيسوكو مع ليفربول حتى الانتقالات الشتوية عندما انتقل إلى مدربه السابق أيضا في فالنسيا كلاوديو رانييري الذي كان مدربا لنادي يوفنتوس. وانتقل سيسوكو ليوفنتوس بمبلغ 11 مليون يورو.

### يوفنتوس
كان ظهور سيسوكو الأول في الدوري الإيطالي بتاريخ 3-2-2008 ضد نادي كالياري بديلا للاعب تياغو مينديز في الدقيقة 67 وانتهت المباراة بالتعادل 1-1. أما أول هدف له مع يوفنتوس فقد أتى بعد شهر في 2 مارس في مرمى فيورنتينا. ودخل سيسوكو قلوب عشاق يوفنتوس بسرعة لمستوياته المميزة وقدرته الكبيرة على افتكاك الكرة من وسط الملعب، وأصبح سيسوكو لاعبا أساسيا منذ قدومه ليوفنتوس حيث شارك في 53 مباراة مع يوفنتوس في الدوري الإيطالي خلال ثلاثة مواسم. لكن موسمه الأخير كان الأسوأ مع الفريق كما كان الحال مع غالبية اللاعبين حيث حل يوفنتوس بالمركز السابع، وكان سيسوكو قد تعرض للعديد من الاصابات في هذا الموسم التي أبعدته عن أجواء المباريات حيث شارك في 17 مباراة فقط مع الفريق في بطولة الدوري.

## مسيرته الدولية
محمد سيسوكو يحمل الجنسيتين, الفرنسية والمالية. لكنه فضل تمثيل منتخب بلده الأصلي مالي حيث كان أول ظهور له عام 2004 في كأس أمم أفريقيا. ومنذ ذلك الوقت حتى الآن وسيسوكو يعتبر ركيزة أساسية من ركائز منتخب مالي لكرة القدم. حيث شكل سيسوكو خطا وسطا قويا مع كل من محمدو ديارا وسيدو كيتا. حتى صيف 2010 شارك سيسوكو مع المنتخب الوطني في 26 مباراة مسجلا هدفين.

## بطولاته
- كأس الاتحاد الأوروبي 2003-2004
- الدوري الإسباني 2003-2004
- كأس السوبر الأوروبي (مرتان) 2004, 2005
- كأس إنجلترا 2005-2006
- كأس الدرع الخيرية الإنجليزية 2006-2007